# Robert Bengtsson-Bärkroth
Robert Bengtsson-Bärkroth (* 4. Juni 1968 in Göteborg; teilweise auch nur Robert Bengtsson oder Robert Bärkroth) ist ein ehemaliger schwedischer Fußballspieler, der mittlerweile als Trainer tätig ist. In seiner Laufbahn bestritt er 239 Spiele in der Allsvenskan und war kurzzeitig als Spieler in England. Er ist Vater von Nicklas Bärkroth.

## Werdegang
Bengtsson-Bärkroth debütierte als 19-Jähriger für Västra Frölunda IF in der Allsvenskan. Zu Beginn seiner Karriere noch als Stürmer aufgestellt, entwickelte er sich in den folgenden Jahren vermehrt zum Defensivspieler. Im November 1999 wechselte der nun endgültig zum Abwehrspieler umfunktionierte Schwede auf Leihbasis zum englischen Klub FC Barnsley, kam aber nur zweimal in Pokalspielen zum Einsatz. Zur Saison 2000 kehrte er zu seinem Heimatverein Västra Frölunda IF zurück. Am Saisonende stand jedoch der Abstieg in die Superettan. Daher verließ er den Verein und wechselte innerhalb der Allsvenskan zum Traditionsverein Örgryte IS. Hier spielte er noch bis 2003, ehe er seine aktive Laufbahn beendete.
Im Anschluss an seine Spielerlaufbahn wechselte Bengtsson-Bärkroth auf die Trainerbank. 2007 übernahm er den Trainerposten beim Frauen-Zweitligisten Jitex BK, den er in die Damallsvenskan zurückführen sollte. Nachdem dies nicht gelungen war, wurde er durch Benny Otter ersetzt. Anschließend konzentrierte er sich wieder auf seine bereits 2006 übernommene Aufgabe als Talentscout bei der Spieleragentur Nordic Sky.